# The Mallorca Files
The Mallorca Files ist eine britische Polizei-Krimi-Fernsehserie, die von Dan Sefton erfunden wurde und auf der spanischen Insel Mallorca spielt. Die Rollen der Ermittler werden von Elen Rhys und Julian Looman gespielt. Normalerweise ist jede Folge in sich abgeschlossen, The Mallorca Files gehört somit zu den sogenannten procedural dramas. Die Serie wurde zunächst in der Originalfassung auf BBC One, in einer deutschen Synchronfassung auf ZDFneo und in einer spanischen Synchronfassung in Spanien und Andorra auf dem Pay-TV-Kanal Cosmo TV ausgestrahlt. Seit der dritten Staffel ist sie auf Amazon Prime bzw. Amazon Freevee sowie im Free-TV erneut bei ZDFneo zu sehen. Die Serie ist eine Co-Produktion von Cosmopolitan Pictures, Clerkenwell Films, BritBox US and Canada, ZDFneo und France 2 bzw. Cosmopolitan Pictures, Clerkenwell Films, BBC Studios und Amazon MGM Studios (ab Staffel 3).

## Hauptpersonen und Handlung
Der charismatische Münchener Polizist Max Winter arbeitet bereits seit längerer Zeit als Ermittler bei der mallorquinischen Kriminalpolizei. Als die ehrgeizige Londoner Kommissarin Miranda Blake für einen Sondereinsatz auf die Insel geschickt wird und diesen verpatzt, nutzt ihre Vorgesetzte, Superintendent Abbey Palmer, die die penible Waliserin gerne loswerden möchte, die sich bietende Chance und sorgt dafür, dass sie nach Mallorca strafversetzt wird. Der unkonventionelle und lebenslustige Winter, der das entschleunigte Leben auf den Balearen in vollen Zügen genießt und anfänglich in einer Beziehung mit der temperamentvollen Mallorquinerin Carmen Lorenzo lebt, und die sehr korrekte, etwas verklemmte Single-Frau Blake, die sich zumindest anfangs nach London zurücksehnt, bilden fortan ein ungleiches Duo. Ihr zunächst rein kollegiales Verhältnis ist im Verlauf der Reihe zunehmend von gegenseitiger Zuneigung geprägt. Zu einer Liebesbeziehung kommt es jedoch nicht. Als Blake eine kurze Affäre mit dem vorübergehend in Palma tätigen Kollegen Benito Mancuso aus Barcelona hat und Winter eifersüchtig reagiert, kommt es zu einem Zerwürfnis. Winter und Blake sprechen sich schließlich aus und einigen sich darauf, ein gutes Team zu sein, das kollegial-freundschaftlich zusammenarbeitet.
Max’ und Mirandas gemeinsame Vorgesetzte Inés Villegas ist stets um das Ansehen der Insel Mallorca im Allgemeinen und der spanischen Polizei im Besonderen besorgt und beäugt Winters und Blakes Arbeit vor allem zu Beginn kritisch. Sie betraut ihre beiden ausländischen Mitarbeiter deshalb zunächst oft nur mit vermeintlich nebensächlichen Ermittlungen, die sich im weiteren Verlauf aber zu Mordfällen auswachsen, oder mit Tötungsdelikten im Auswanderer- oder Urlaubermilieu. Dabei bekommen es die beiden Polizisten mit Einheimischen zu tun, vor allem aber mit zumeist wohlhabenden Briten und Deutschen. Später verbessert sich das Verhältnis zu Inés deutlich und die beiden Polizisten treffen sich sogar gelegentlich nach Feierabend mit ihrer Chefin.
Zum festen Team gehören außerdem Forensiker. Zunächst ist es Federico Ramis, der sich von Blake angezogen fühlt, die seine Avancen aber ignoriert. Mit Beginn der zweiten Staffel wird er zunächst durch das Duo Roberto Herrero und Luisa Rosa ersetzt. In der dritten Staffel ist dann nur noch Herrero für die kriminaltechnischen Untersuchungen zuständig.

## Besetzung
| Name            | Schauspieler         | Bemerkungen                                             | Episoden                 | Jahr      |
| --------------- | -------------------- | ------------------------------------------------------- | ------------------------ | --------- |
| Max Winter      | Julian Looman        | Kriminalkommissar (Deutscher)                           | 1–24                     | 2019–     |
| Miranda Blake   | Elen Rhys            | Kriminalkommissarin (Britin)                            | 1–24                     | 2019–     |
| Inés Villegas   | María Fernández Ache | Chefin der mallorquinischen Kriminalpolizei (Spanierin) | 1–24                     | 2019–     |
| Federico Ramis  | Nacho Aldeguer       | Forensiker (Spanier)                                    | 1–7, 9, 10               | 2019–2021 |
| Roberto Herrero | Alex Hafner          | Forensiker (Spanier)                                    | 11–14, 16–18, 20–23      | 2021–     |
| Luisa Rosa      | Nansi Nsue           | Forensikerin (Spanierin)                                | 11, 15                   | 2021      |
| Carmen Lorenzo  | Tábata Cerezo        | Kellnerin, Max’ Lebensgefährtin (Spanierin)             | 1–3, 5–7, 9–14, 16, 19   | 2019–     |
| Joan Lorenzo    | Carlos Olalla        | Barbesitzer, Carmens Vater (Spanier)                    | 2, 5, 10, 13, 14, 18, 19 | 2019–     |
| Abbey Palmer    | Tanya Moodie         | Superintendent bei der Londoner Polizei (Britin)        | 1, 10                    | 2019      |
| Christian       | Denis Schmidt        | Max’ bester Freund (Deutscher)                          | 1, 3, 4, 6, 10, 13, 17   | 2019–     |
| Benito Mancuso  | David Mora           | Polizist aus Barcelona (Spanier)                        | 21–23                    | 2024–     |

## Hintergrund
In der besonders bei Briten beliebten Party-Hochburg Magaluf werden in der Sommersaison auch britische Polizisten eingesetzt, da die dort anzutreffende Touristen-Klientel aus dem Vereinigten Königreich erfahrungsgemäß eher auf sie hört als auf spanische Beamte. Diese internationale Kooperation europäischer Polizeibehörden und seine Begeisterung für die Insel Mallorca brachten Dan Sefton nach eigenen Angaben auf die Idee für The Mallorca Files. Als Vorbild für die Anmutung der Produktion diente ihm die in den Achtzigerjahren produzierte US-Serie Das Model und der Schnüffler.
Zur Glaubwürdigkeit der Charaktere soll beitragen, dass Deutsche normalerweise von deutschen, Briten von britischen und Spanier von spanischen Schauspielern dargestellt werden.

## The Mallorca FilesundDeath in Paradise
Der Aufbau von The Mallorca Files – ein eher steifer britischer Kommissar ermittelt (zunächst wider Willen) in der betont lockeren, sommerlichen Atmosphäre einer südlichen Region mit internationalem Flair – erinnert an die Grundidee der erfolgreichen BBC-Serie Death in Paradise. Beiden Serien ist außerdem gemeinsam, dass sie einen bewusst heiteren Grundton haben („Schmunzelkrimis“) und deshalb im linearen Fernsehen zum Teil schon tagsüber gezeigt werden. Deshalb wird auch auf die Darstellung von extremer Gewalt, Sexualdelikten oder Verbrechen zum Nachteil von Kindern verzichtet.
Es gibt aber auch Unterschiede. In Death in Paradise steht die Aufklärung rätselhafter Mordfälle nach dem Whodunit-Prinzip im Mittelpunkt, während es bei The Mallorca Files neben Mord auch um andere Taten wie Drogenhandel, Entführung und Geiselnahme sowie um Phänomene der Organisierten Kriminalität geht. Außerdem enthält die Serie mehr Actionszenen.

## Produktion und Ausstrahlung
Die erste, aus zehn Episoden bestehende Staffel wurde im britischen Fernsehen von November 2019 an ausgestrahlt, im deutschsprachigen Fernsehen startete die Serie etwa ein halbes Jahr später. Noch vor der TV-Premiere der ersten Folge wurde mit der Produktion einer zweiten Staffel begonnen. Diese besteht aufgrund von Produktionseinschränkungen wegen der COVID-19-Pandemie nicht wie ursprünglich geplant aus weiteren zehn, sondern lediglich aus sechs Episoden. Diese wurden am 1. Februar 2021 zeitgleich im Streaming-Angebot der BBC (iPlayer) veröffentlicht. Im linearen britischen Fernsehen wurden sie zwischen dem 1. und dem 5. Februar sowie am 8. Februar 2021 auf BBC One ausgestrahlt. Die deutschsprachige Synchronfassung wurde vom 22. Juli 2021 an in Form von drei Doppelfolgen donnerstags im Nachtprogramm von ZDFneo gezeigt sowie bereits seit dem Starttag komplett in der Mediathek zur Verfügung gestellt.
Die deutschsprachige Synchronfassung wurde von der Münchner Synchron angefertigt. Julian Looman synchronisierte sich selbst. Elen Rhys wurde von Kathrin Gaube synchronisiert, Maria Fernandez Ache von Alisa Palmer und Nacho Aldeguer von Benjamin Krause.
Für die dritte Staffel holten die BBC Studios die Amazon MGM Studios als Produktionspartner, die Veröffentlichung der gesamten Staffel erfolgte am 8. August 2024 exklusiv auf Amazon Prime Video (neben Großbritannien und Deutschland auch in anderen Ländern, darunter die USA, Australien und Mexiko). Auch die ersten beiden Staffeln wurden zu diesem Zeitpunkt zum Streamen bereitgestellt (auf Amazon Freevee). Eine Ausstrahlung der dritten Staffel im linearen Fernsehen ist in Großbritannien bislang nicht geplant. In Deutschland wurde sie vom 14. auf den 15. März 2025 in einer einzigen Nacht auf ZDFneo gezeigt und war anschließend auch in der Mediathek abrufbar.

### Staffel 1
| Nr. (ges.) | Nr. (St.) | Deutscher Titel                | Originaltitel          | Erstausstrahlung UK | Deutschsprachige Erstausstrahlung (D) | Regie           | Drehbuch                  |
| ---------- | --------- | ------------------------------ | ---------------------- | ------------------- | ------------------------------------- | --------------- | ------------------------- |
| 1          | 1         | Sag niemals goodbye, Compañero | Honour Amongst Thieves | 25. Nov. 2019       | 17. Apr. 2020                         | Bryn Higgins    | Dan Sefton                |
| 2          | 2         | König der Berge                | King of the Mountains  | 26. Nov. 2019       | 17. Apr. 2020                         | Charles Palmer  | Dan Muirden               |
| 3          | 3         | Die Ikone des Oligarchen       | The Oligarch's Icon    | 27. Nov. 2019       | 24. Apr. 2020                         | Bryn Higgins    | Alex McBride & Dan Sefton |
| 4          | 4         | Das Ying für das Yang          | Number One Fan         | 28. Nov. 2019       | 24. Apr. 2020                         | Charles Palmer  | Rachael New               |
| 5          | 5         | Saurer Wein                    | Sour Grapes            | 29. Nov. 2019       | 8. Mai 2020                           | Gordon Anderson | Dan Muirden               |
| 6          | 6         | Mord an einem Junggesellen     | To Kill a Stag         | 2. Dez. 2019        | 8. Mai 2020                           | Rob Evans       | Sarah-Louise Hawkins      |
| 7          | 7         | Doppeltes Spiel                | Friend Henry           | 3. Dez. 2019        | 15. Mai 2020                          | Bryn Higgins    | Alex McBride & Dan Sefton |
| 8          | 8         | Tod im Morgengrauen            | Death in the Morning   | 4. Dez. 2019        | 15. Mai 2020                          | Bryn Higgins    | Rachael New               |
| 9          | 9         | Mallorcas meistgesuchter Mann  | Mallorca's Most Wanted | 5. Dez. 2019        | 22. Mai 2020                          | Rob Evans       | Sarah-Louise Hawkins      |
| 10         | 10        | Mallorca hat den Superstar     | Ex Factor              | 6. Dez. 2019        | 22. Mai 2020                          | Bryn Higgins    | Dan Sefton                |

### Staffel 2
| Nr. (ges.) | Nr. (St.) | Deutscher Titel        | Originaltitel       | Erstausstrahlung UK | Deutschsprachige Erstausstrahlung (D) | Regie                   | Drehbuch             |
| ---------- | --------- | ---------------------- | ------------------- | ------------------- | ------------------------------------- | ----------------------- | -------------------- |
| 11         | 1         | Der Maestro            | The Maestro         | 1. Feb. 2021        | 22. Juli 2021                         | Bryn Higgins            | Dan Sefton           |
| 12         | 2         | Einmal ein Held sein   | Son of a Pig        | 2. Feb. 2021        | 22. Juli 2021                         | Bryn Higgins            | Damian Wayling       |
| 13         | 3         | Rache eiskalt serviert | A Dish Served Cold  | 3. Feb. 2021        | 29. Jul 2021*                         | Craig Pickles           | Sarah-Louise Hawkins |
| 14         | 4         | Der Traum vom Ruhm     | The Beautiful Game  | 4. Feb. 2021        | 29. Jul 2021*                         | Craig Pickles           | Dan Muirden          |
| 15         | 5         | Die blaue Feder        | The Blue Feather    | 5. Feb. 2021        | 5. Aug. 2021                          | Christiana Ebohon-Green | Tim Whitnall         |
| 16         | 6         | Der Gesetzlose         | The Outlaw Jose Rey | 8. Feb. 2021        | 5. Aug. 2021                          | Christiana Ebohon-Green | Liz Lake             |

* Bei ZDFneo wurden die Episoden 13 und 14 hintereinander am selben Tag ausgestrahlt, allerdings in umgekehrter Reihenfolge.

### Staffel 3
| Nr. (ges.) | Nr. (St.) | Deutscher Titel                  | Originaltitel        | Erstausstrahlung UK | Deutschsprachige Erstausstrahlung (D) | Regie          | Drehbuch                  |
| ---------- | --------- | -------------------------------- | -------------------- | ------------------- | ------------------------------------- | -------------- | ------------------------- |
| 17         | 1         | Nicht alles ist Gold, was glänzt | All That Glisters    | 8. Aug. 2024        | 8. Aug. 2024                          | Craig Pickles  | Dan Muirden               |
| 18         | 2         | Unter dem Radar                  | Clandestino          | 8. Aug. 2024        | 8. Aug. 2024                          | Rob Evans      | Dan Sefton, Jackie Okwera |
| 19         | 3         | Alter egos                       | The Spanish Prisoner | 8. Aug. 2024        | 8. Aug. 2024                          | Craig Pickles  | Dan Sefton                |
| 20         | 4         | Auf dem Trockenen                | Water Water          | 8. Aug. 2024        | 8. Aug. 2024                          | Craig Pickles  | Dan Muirden               |
| 21         | 5         | Der Ausbruch                     | The Great Escape     | 8. Aug. 2024        | 8. Aug. 2024                          | Kate Cheeseman | Sarah-Louise Hawkins      |
| 22         | 6         | Undercover                       | A Girl’s Best Friend | 8. Aug. 2024        | 8. Aug. 2024                          | Rob Evans      | Emily Fairweather         |
| 23         | 7         | Reise ins Nichts                 | Madre                | 8. Aug. 2024        | 8. Aug. 2024                          | Kate Cheeseman | Dan Sefton, Alex McBride  |
| 24         | 8         | Der Feind in dir                 | The Enemy Within     | 8. Aug. 2024        | 8. Aug. 2024                          | Craig Pickles  | Sarah-Louise Hawkins      |

## Rezeption

### Einschaltquoten
Die erste Staffel wurde bei ZDFneo im Schnitt von etwa 550.000 Zuschauern gesehen, was einem Marktanteil von etwas mehr als 2 Prozent entsprach.

### Kritiken
Aurelie von Blazekovic bezeichnet die Reihe in einer Rezension der ersten Staffel für die Süddeutsche Zeitung als „wohlige Abwechslung […] zu den notorisch in kühles Blau getauchten und sozial relevante Themen verhandelnden Tatort-Krimis, die sonst so im Fernsehen laufen“. Die Reihe sei „eher die Persiflage eines Krimis“, die vor allem „in der mallorquinischen High Society“ spiele und in der stark auf Glamour gesetzt werde: „Die Kriminalität in The Mallorca Files ist untermalt von guter Flirtstimmung, treibenden Gitarrenbeats und mallorquinisch warmem Licht.“
Heike Hupertz bemängelt in einem Beitrag für die Frankfurter Allgemeine Zeitung, dass das „James-Bond-artige Intro“ der Serie zu viel verspreche: The Mallorca Files habe mit „entschiedenem Jetset-Retro-Charme der Siebziger“ zwar „eine betonte Lässigkeit“ zu bieten, die Fälle aber seien „seicht wie eine sanft abfallende Bucht oder gelegentlich schrill wie eine überbelichtete Reisebüroreklame“. Vor dem Hintergrund der zum Zeitpunkt der Erstausstrahlung im deutschen Fernsehen herrschenden Reisebeschränkungen im Zusammenhang mit der COVID-19-Pandemie bilanziert sie aber: „Zauberhafte Sonnenauf- und -untergänge, schmale Gassen, weite Ebenen, viele Drohnenaufnahmen und attraktive Darsteller mögen Ferienhungrigen zurzeit genug Ersatz für intelligente Handlung sein.“
Kevin Hennings kommt in seiner Kritik für DWDL.de zu einem ähnlichen Ergebnis. Die Produktion setze auf „Spaß in der Abendsonne Mallorcas, mit Einblicken in die schönsten Bodegas dieser Welt“ statt auf eine ausgefeilte Handlung. Sie komme dabei „äußerst sympathisch“ daher, da Krimi-Klischees, schablonenartig angelegte Rollen und plumpe Sprüche offenbar ganz bewusst und betont selbstironisch eingesetzt worden seien. So komme zu keiner Sekunde das Gefühl auf, „dass sich die Geschichten wirklich um ernsthafte Morde drehen, sondern vielmehr um Scooby-Doo-artiges Versteckspielen, wo der Scharade spielende Bösewicht letzten Endes ins Gefängnis geht, um mal in Ruhe über sein Handeln nachzudenken“. The Mallorca Files sei somit „weniger eine sehenswerte Krimi-Serie, als eine lustige Buddy-Komödie, die gerne wie Starsky & Hutch wäre.“
Das Grundprinzip der ersten Staffel werde in der zweiten beibehalten, stellt Ernst Corinth im Juli 2021 für das RedaktionsNetzwerk Deutschland fest. Im Zentrum stehe nicht der jeweilige Fall, sondern das „ungleiche Ermittlerduo, ihre heiteren Dialoge und die kleinen, aber harmlosen Gemeinheiten, die sie austauschen“. Die Corona-Pandemie habe zwar Auswirkungen auf die Produktion gehabt, werde in der Handlung aber bewusst ausgespart. „In erster Linie sind und bleiben diese Gute-Laune-Krimis Stimmungsaufheller in gerade nicht so schönen Zeiten. Sie sollen Lust machen auf einen hoffentlich bald wieder unbeschwerten Mallorca-Urlaub, mit Sonne, Strand und Meer. Genau das gelingt dieser Serie.“